# Combat de la Chaussée
Sixième Coalition
Batailles
Campagne de Russie (1812)
- Liste des batailles
- Mir
- Moguilev
- Ostrovno
- Vitebsk
- Kliastitsy
- Smolensk
- 1re Polotsk
- Valoutina Gora
- Moskova
- Moscou
- Winkowo
- 2e Polotsk
- Maloïaroslavets
- Gorodnia
- Czaśniki
- Viazma
- Smoliani
- Krasnoï
- Bérézina

Campagne d'Allemagne (1813)
- Dantzig
- Lunebourg
- Möckern
- Lützen
- Bautzen
- Reichenbach
- Haynau
- Luckau
- Hoyerswerda
- Lauenbourg
- Goldberg
- Gross Beeren
- Katzbach
- Dresde
- Kulm
- Dennewitz
- Peterswalde
- Liebertwolkwitz
- Leipzig
- Hanau
- Sehested
- Torgau
- Hambourg

Campagne de France (1814)
- Sainte-Croix-en-Plaine
- Besançon
- Mayence
- Metz
- Saint-Avold
- 1re Saint-Dizier
- Brienne
- La Rothière
- Campagne des Six-Jours (Champaubert
- Montmirail
- Château-Thierry
- Vauchamps)
- Mormant
- Montereau
- Bar-sur-Aube
- Saint-Julien
- Laubressel
- Berry-au-Bac
- Craonne
- Coutures
- Laon
- Soissons
- Mâcon
- Reims
- Saint-Georges-de-Reneins
- Limonest
- Arcis-sur-Aube
- Fère-Champenoise
- 2e Saint-Dizier
- Meaux
- Claye
- Villeparisis
- Paris

- Feistritz
- Caldiero (en)
- Trieste
- Mincio

- Hoogstraten (de)
- Anvers
- Berg-op-Zoom
- Courtrai

Le combat de la Chaussée se déroule le 3 février 1814 à la Chaussée, aujourd'hui la Chaussée-sur-Marne, dans le cadre de la campagne de France. Il oppose la cavalerie française des généraux Jean-Baptiste Dommanget et Nicolas Marin Thiry aux 2 500 hommes du général prussien Ludwig Yorck von Wartenburg. L'affrontement se solde par une victoire prussienne.

## Contexte
Après la bataille de La Rothière, Napoléon ordonne la retraite sur Troyes. Tout en amorçant son repli, le corps du maréchal Macdonald laisse en arrière-garde le 2e corps de cavalerie afin de couvrir sa retraite d'une éventuelle attaque des Coalisés. Le corps du général prussien Yorck a effectivement suivi les Français et repère ces derniers à la Chaussée, où ils se sont positionnés.

## Forces en présence

### Du côté français
Les Français disposent du 2e corps de cavalerie attaché au corps d'armée du maréchal Étienne Macdonald. Cette unité comprend la division du général Jean-Baptiste Dommanget (1er hussards, 2e chasseurs et 3e lanciers soit environ 1 300 hommes) et la division du général Nicolas Marin Thiry (4e et 5e cuirassiers, soit environ 500 soldats), pour un total d'environ 1 800 sabres.

### Du côté prussien
Le général York dispose de la moitié de la cavalerie de son corps, soit 22 escadrons qui forment un total d'environ 2 500 cavaliers. Il a donc la supériorité numérique par rapport aux Français.

## Déroulement du combat
La cavalerie prussienne a contourné Aulnay, et tombe nez-à-nez sur les cavaliers français de l'arrière-garde qui se sont déployés sur une colline. La cavalerie du général von Jürgass, qui arrive la première sur le champ de bataille, est bientôt rejoint par les escadrons de von Katzler et par un bataillon d'infanterie. Une batterie d'artillerie prussienne prend position et ouvre le feu pour contrer le tir des canons français et pour soutenir l'attaque des cavaliers prussiens.
Les Français reçoivent bien le choc et parviennent même dans un premier temps à repousser les dragons et les hussards de York qui se replient avec des pertes. Cependant, le reste de la cavalerie prussienne charge à son tour et met en déroute les chasseurs à cheval, puis les cuirassiers, s'emparant au cours de la mêlée de trois pièces d'artillerie. Le 3e lanciers est repoussé en arrière de la Chaussée tandis que les fantassins prussiens s'emparent des hauteurs environnantes. Les cuirassiers essayent tant bien que mal de limiter les dégâts, mais sont eux aussi contraints de battre en retraite jusqu'à la Chaussée, poursuivis par les Prussiens. Ces derniers ne sont arrêtés que par les fantassins du général Molitor qui recueillent les cavaliers français. Les quelques compagnies d'infanterie en soutien des cuirassiers et des chasseurs disputent la possession du village avant d'être rejetés et d'être restreintes à défendre le pont de la Moivre, à Pogny, où s'effectue la retraite des Français.

## Pertes
Les Français perdent au cours de l'affrontement environ 100 tués ou blessés et surtout plusieurs centaines de prisonniers ainsi que 3 canons. York admet de son côté 150 morts ou blessés.

## Conséquences
Même si les Prussiens ont remporté une victoire tactique, le maréchal Macdonald a pu gagner Châlons sans être inquiété d'une attaque sur ses arrières. Le 2e corps de cavalerie a donc rempli son rôle qui était de protéger le mouvement de repli de l'armée française.